# Acanthocercus annectens
Acanthocercus annectens är en ödleart som beskrevs av Blanford 1870. Acanthocercus annectens ingår i släktet Acanthocercus och familjen agamer. IUCN kategoriserar arten globalt som livskraftig. Inga underarter finns listade i Catalogue of Life.
Arten förekommer i Etiopien och nordvästra Somalia. Den lever i låglandet och i bergstrakter upp till 2100 meter över havet. Ödlan vistas i klippiga områden i torra savanner och halvöknar.